# سیارک ۱۰۵۰۹
سیارک ۱۰۵۰۹ (به انگلیسی: 10509 Heinrichkayser، نامگذاری:1989GD4) ده هزار و پانصد و نهمین سیارک کشف شده‌است که در ۳ آوریل ۱۹۸۹ کشف شد.
قدر مطلق سیارک برابر ۱۳٫۱۰ است.